# صورتی (ترانه جنل مونی)
«صورتی» (به انگلیسی: Pynk) ترانه‌ای از خواننده-ترانه‌پرداز جنل مونی به‌همراهٔ موسیقی‌دان آرت پاپ کانادایی گرایمز می‌باشد که در سومین آلبوم استودیویی وی تحت عنوان کامپیوتر کثیف (۲۰۱۸) قرار دارد. «صورتی» سومین تک‌آهنگ کامپیوتر کثیف می‌باشد و موزیک ویدئوی آن نیز در ۱۰ آوریل سال ۲۰۱۸ بر روی یوتیوب بارگذاری شد.